# Coelogorgia palmosa
Coelogorgia palmosa Milne Edwards & Haime, 1857 è una specie di octocoralli dell'ordine Alcyonacea. È l'unica specie della famiglia Coelogorgiidae e del genere Coelogorgia.

## Descrizione
La Coelogorgia palmosa forma colonie in cui un polipo assiale allungato germoglia polipi assiali figli che a loro volta producono per gemmazione polipi laterali corti. Diverse analisi filogenetiche molecolari indicano una relazione gemella tra questa specie e la famiglia Xeniidae.
Lo scheletro della Coelogorgia palmosa è formato da spicole calcaree che, mediante secrezioni corneo-chitinose, sono fuse tra loro e formano dei tubi rigidi da cui fuoriescono i polipi, che sono in genere parzialmente retrattili. La specie possiede zooxanthelle, ma si nutre soprattutto catturando plancton con i suoi tentacoli urticanti.
La specie vive in ambiente esclusivamente tropicale in acque medio basse fino a 700-800 metri di profondità. La specie raggiunge dimensioni massime di un metro di altezza.